# Законы Валерия и Горация
Луций Валерий и Марк Гораций в 449 году до н. э. провели три важных закона, названных их именами (leges Valeriae Horatiae). Содержание их не все источники излагают одинаково. Основной вариант даёт Тит Ливий (III, 55).
Первый закон гласил, что постановления, принятые плебеями на собраниях по трибам (так называемые «плебисциты», plebiscita), должны быть обязательными для всего народа.
Другие законы предусматривали восстановление права провокации, подтверждение неприкосновенности плебейских трибунов, обязательность обнародования Законов XII таблиц, а также всех решений Сената.